# Dolní Vilémovice
Pour les articles homonymes, voir Vilémovice.
Dolní Vilémovice (en allemand : Unter Willimowitz) est une commune du district de Třebíč, dans la région de Vysočina, en Tchéquie. Sa population s'élevait à 421 habitants en 2020.

## Géographie
Dolní Vilémovice se trouve à 10 km au sud-est de Třebíč, à 39 km au sud-est de Jihlava et à 153 km au sud-est de Prague.
La commune est limitée par Slavičky, Vladislav et Třebenice au nord, par Valeč à l'est, par Odunec et Zárubice au sud et par Lipník au sud-ouest et par Klučov à l'ouest.

## Histoire
La première mention écrite de la localité date de 1294.

## Transports
Par la route, Dolní Vilémovice se trouve à 11,5 km de Třebíč, à 45 km de Jihlava et à 177 km de Prague.